# Goncourt metróállomás
A Goncourt egy metróállomás Franciaországban, Párizsban a párizsi metró 11-es metróvonalán. Tulajdonosa és üzemeltetője a RATP.

## Metróvonalak
Az állomást az alábbi metróvonalak érintik:
- 11-es metróvonal

## Kapcsolódó állomások
A metróállomáshoz az alábbi állomások vannak a legközelebb:
- République (Châtelet, 11-es metróvonal)
- Belleville (Rosny-Bois-Perrier, 11-es metróvonal)